# Renanthera
Renanthera é um género botânico pertencente à família das orquídeas (Orchidaceae).

## Espécies[1]
- Renanthera annamensis  Rolfe (1907)
- Renanthera auyongii  Christenson (1986)
- Renanthera bella  J.J.Wood (1981)
- Renanthera breviflora  (Rchb.f.) R.Rice & J.J.Wood (2003)
- Renanthera chanii  J.J.Wood & R.Rice (2003)
- Renanthera citrina  Aver. (1997)
- Renanthera coccinea  Lour. (1790) - Espécie-tipo
- Renanthera edelfeldtii  F.Muell. & Kraenzl. (1894)
- Renanthera elongata  (Blume) Lindl. (1833)
- Renanthera hennisiana  Schltr. (1914)
- Renanthera histrionica  Rchb.f. (1878)
- Renanthera imschootiana  Rolfe (1891)
- Renanthera isosepala  Holttum (1965)
- Renanthera matutina  (Poir.) Lindl. (1833)
- Renanthera moluccana  Blume (1849)
- Renanthera monachica  Ames (1915)-->
- Renanthera philippinensis  (Ames & Quisumb.) L.O.Williams (1937)
- Renanthera pulchella  Rolfe (1914)
- Renanthera storiei  Rchb.f. (1880)
- Renanthera vietnamensis  Aver. & R.Rice (2002)